# Данієль Каблан Дункан
Данієль Каблан Дункан (30 червня 1943 , Ouelléd ) — івуарійський політик, двічі очолював уряд Кот-д'Івуару.

## Біографія

### Ранні роки
Походив з народу нзіма. Здобув ступінь бакалавра з математики, закінчивши Класичний ліцей Абіджана, потім навчався в Ліцеї Мішель-Монтень у Бордо, Школі бізнесу й економіки Севера в Ліллі та Вищій економічній школі Бордо. Від 1964 до 1967 року навчався в Інституті комерції в Нансі, здобувши ступінь у галузі комерційна інженерія. 1968 року отримав диплом інженера міжнародної торгівлі в Інституті міжнародної торгівлі в Парижі та диплом Палати британських та іспанських консулів.
Від 1970 до 1973 року обіймав посаду помічника директора відділу зовнішньоекономічних зв'язків міністерства економіки та фінансів. Упродовж шести місяців у 1973—1974 роках працював «спеціальним співробітником» у Міжнародному валютному фонді. Від 1974 до 1986 року керував науково-дослідним відділом в Абіджані, а потім був заступником директора національного відділу при Центральному банку держав Західної Африки (BCEAO). Від 1986 до 1987 року обіймав посаду генерального директора Національного фонду соціального страхування Кот-д'Івуару, а від 1989 до 1990 — директора Центру спадщини та інформації ВСЕАО в Дакарі.

### Міністр економіки
Від 7 листопада 1990 до 11 грудня 1993 року очолював міністерство економіки, промисловості та фінансів, а також міністром-делегатом з питань економіки, фінансів, бюджету, планування, торгівлі та промисловості при прем'єр-міністрі Алассані Уаттарі та президенті Феліксі Уфуе-Буаньї. Через світову рецесію, зростання зовнішнього боргу втричі, незадовільне функціонування сільськогосподарського сектору та страйки державних службовців і студентів, що призвели до створення багатопартійної демократії, Дункан розпочав реалізацію політики стабілізації економіки, приватизації та жорсткої економії, що полягала в реформуванні та лібералізації ключових секторів економіки, реструктуризації та продажі сотень неефективних державних компаній. Використовуючи девіз Уфуе-Буаньї, Кот-д'Івуар «нікому не ворог, а всім друг», Дункан зміцнив зв'язки з Латинською Америкою, посприявши створенню відділень двох бразильських банків «Banco do Brasil» і «Banco Real», а також налагодженню прямого авіасполучення компанії «VARIG» між Ріо-де-Жанейро й Абіджаном.

### Перше прем'єрство
Після смерті Уфуе-Буаньї, від 11 грудня 1993 до 23 грудня 1999 року Дункан обіймав посаду прем'єр-міністра Кот-д'Івуару за президентства Анрі Конана-Бедьє, який відправив Уаттару у відставку після нетривалого політичного конфлікту. На тій посаді Дункан відповідав за управління девальвацією західноафриканського франку 1994 року з регулюванням наслідків для соціальної сфери, здійснення підготовки й успішне втілення проєкту економічного розвитку Кот-д'Івуару на період 1994—1999 років. Бедьє і Дункана усунули від влади в результаті військового перевороту 1999 року під керівництвом колишнього начальника штабу збройних сил генерала Робера Геї. 27 грудня 1999 Дункан і Бедьє з двома членами уряду, міністром безпеки Марселем Дібонаном Коне та міністром оборони Бандамою Н'Ґаттою, а також членами їхніх родин, вирушили через Ломе у вигнання до Парижа, де вони пробули до 5 листопада 2000 року, після чого повернулись на батьківщину. Впродовж наступних десяти років Дункан не займався політичною діяльністю.

### Міністр закордонних справ
Перед президентськими виборами 2010 року Уаттара та Дункан уклали угоду, відповідно до якої останній не виставляв свою кандидатуру в обмін на посаду прем'єр-міністра. Після перемоги Уаттари та відмови колишнього президента Лорана Гбагбо піти з посади, спалахнула політична криза, наслідком якої стала громадянська війна, що забрала понад 3 тисячі осіб. 1 червня 2011 року Дункан очолив міністерство закордонних справ, але пробув на посаді менше року. 24 вересня 2012 року взяв участь у 67-й сесії Генеральної асамблеї ООН у Нью-Йорку, де провів зустріч із генеральним секретарем ООН Пан Гі Муном.

### Друге прем'єрство
У листопаді 2012 року після розпуску уряду через незгоду окремих членів кабінету з законопроєктом про шлюб, президент Уаттара призначив Дункана на посаду прем'єр-міністра замість Жанно Ахуссу-Куадіо, який не зміг сформувати новий коаліційний кабінет. При цьому Ахуссу-Куадіо й Дункан були членами Демократичної партії, яку очолює Бедьє, та яка перебувала в коаліції з партією Уаттари Об'єднання республіканців. Також Дункан був координатором інспекції та делегатом від департаменту Ґран-Басам.
22 листопада Дункан привів до присяги свій уряд з 28 міністрів замість 39, залишивши за собою посаду міністра економіки та фінансів, натомість Шарль Коффі Дібу замінив його на посаді міністра закордонних справ, а президент Уаттара став міністром оборони.
Після громадянської війни 2010—2011 років понівечена економіка Кот-д'Івуару, основний сегмент якої складає виробництво какао та кави, страждала через борг в облігаціях на 2,3 мільярди доларів США. У зв'язку з цим Дункан пообіцяв стимулювати зростання ВВП до показника понад 10 відсотків 2014 року шляхом створення робочих місць для молоді, стимулювання розвитку приватного сектору та скорочення масштабів злиднів. Через те, що 2013 року ВВП країн Африки зріс і сягнув 5,4 %, а ВВП країн Західної Африки — 6,5 %, Дункан виступив за впровадження загального зовнішнього тарифу на товари, що продаються на території країн-членів Економічного співтовариства країн Західної Африки, а також за створення єдиної валюти, що планувалось до 2020 року за зразком загальної валюти Західноафриканського економічного та валютного союзу.
7 січня 2016 року президент Уаттара, якого переобрали на новий термін за результатами виборів 2015 року, розформував уряд з метою «надання нової динаміки в діяльності уряду», й того ж дня перепризначив Дункана на посаду прем'єр-міністра, доручивши формування нового кабінету. 13 січня в президентському палаці в Абіджані відбулась церемонія складання присяги 36 міністрами нового уряду, сформованого без жодних докорінних змін. Менш ніж за місяць після парламентських виборів, що відбулись 18 грудня 2016 року, й за результатами яких до лав парламенту обрали 17 членів уряду, 7 січня 2017 року на щотижневому засіданні кабінету Дункан повідомив про свою відставку, яку 9 січня на особистій зустрічі прийняв президент Уаттара. Пробувши 4 роки на посаді прем'єр-міністра, вийшовши у відставку в момент придушення спроби військового перевороту та кардинальної зміни керівництва силових структур, Дункан за даними ЗМІ став головним претендентом на посаду першого в історії країни віцепрезидента, започатковану після ухвалення на референдумі 2016 нової конституції та проголошення Третьої республіки.

### Віцепрезидент
10 січня 2017 року президент Уаттара оголосив про призначення Дункана на посаду віцепрезидента, на що схвально відреагували депутати Національних зборів на чолі з Гійомом Соро. ЗМІ розцінили такий крок, як підготовку наступника на посаді президента, якого собі готує Уаттара. Того ж дня новим прем'єр-міністром став Амаду Гон Кулібалі. 16 січня Дункан офіційно вступив на посаду віцепрезидента, склавши присягу перед членами Конституційної ради в президентському палаці.
8 липня 2020 року, в день смерті прем'єр-міністра Кулібалі, президент Уаттара прийняв відставку Дункана з посади віцепрезидента, про яку той клопотав ще 27 лютого з посиланням на «особисті обставини».